# 紓困
紓困（英語：Bailout），是一個口語化的非正式經濟學術語，由bail和out組成，意指出面拯救一個企業或國家免於破產，或防止金融危機蔓延的手段或計畫，這個詞主要在2008年金融海嘯以後流行。Bailout的詞源本是指在航海中，將船隻中的積水往外舀出的行為。而與Bailout的相對詞是bail-in，是指股东和债权方责任制，即強制由系统重要性金融机构介入，不再由納稅人買單。
部分國家的政府曾運用此一手段參與了債務重整計畫，例如美國政府在2009年至2013年間對通用汽車的紓困。